# Makreelhaaien
De makreelhaaien (Lamniformes) vormen een orde van de haaien.

## Eigenschappen
De kenmerkende eigenschappen van makreelhaaien zijn:
- aarsvin
- vijf kieuwspleten
- twee rugvinnen
- bek achter de ogen
- ringvormige darmklep

## Taxonomie
De orde kent de volgende families:
- Orde: Lamniformes (Makreelhaaien)
  - Familie: Alopiidae (Bonaparte, 1838) – Voshaaien
  - Familie: Cetorhinidae (T. N. Gill, 1862) – Reuzenhaai
  - Familie: Lamnidae (Haringhaaien) (J. P. Müller and Henle, 1838)
  - Familie: Megachasmidae (Taylor, Compagno & Struhsaker, 1983)
  - Familie: Mitsukurinidae (D. S. Jordan, 1898)
  - Familie: Odontaspididae (J. P. Müller & Henle, 1839)  – Tijgerhaaien
  - Familie: †Otodontidae (J. Glickman, 1964)
  -  Familie: Pseudocarchariidae (Compagno, 1973)

Bakerhaaien (Orectolobiformes) · Doornhaaiachtigen (Squaliformes) · Echinorhiniformes · Grauwe haaien (Hexanchiformes) · Makreelhaaien (Lamniformes) · Grondhaaien (Carcharhiniformes) · Zee-engelen (Squatiniformes) · Varkenshaaien (Heterodontiformes) · Zaaghaaien (Pristiophoriformes)